# Urbanisztika
Az urbanisztika a latin eredetű urbs (város, nagyváros, a régi rómaiaknál Róma városa) szóból származik. Települések, településrészek, illetve térségek fejlesztésére irányuló társadalmi / közhatalmi döntéseket előkészítő tervezéssel, azok megvalósításával, valamint a tervezést megalapozó kutatásokkal foglalkozó multidiszciplináris szakmai tevékenység.

## A szakkifejezés keletkezése és értelmezése
A kifejezés megalkotójának Ildefons Cerdà katalán mérnököt tartják, aki Barcelona 1850 körül készített fejlesztési tervével rakta le a tudományág alapjait. Könyvét, az 1867-ben megjelent Teoría general de la urbanizacion (Az urbanizáció általános elmélete) a világ számos nyelvére lefordították, magyarul 2017-ben jelent meg. Az urbanisztika fogalma a különböző nyelvekben, kultúrákban és korszakokban változik. Jelentéstartalma összefügg a kialakulásával, ezért kisebb-nagyobb mértékben eltérő például az angol, a német, francia, vagy olasz szóhasználatban, így a magyar kifejezésnek is saját története és jelentése van. Hazánkban Granasztói Pál szakirodalmi munkásságában jelentkezett először az 1960-as évek elején az a meglátás, hogy a város fejlesztésével kapcsolatos tevékenység túlnő az akkoriban "városépítésnek" nevezett, nagyrészt építészek és mérnökök által gyakorolt, leginkább műszaki jellegű feladatokon, és a közegészségügytől, a társadalom- és gazdaságtudományok különféle válfajain át a geográfiáig, biológiáig, vagy éppen a közigazgatás-szervezésig terjedően szakterületek széles körének összehangolt alkalmazására van szükség a települések, térségek megalapozott tervezéséhez. A nagyrészt térbeli viszonyokkal, feltételekkel foglalkozó urbanisztika fogalmát sokáig a városépítés, városrendezés vagy a "városépítés" kifejezések szinonimájaként használták, így megkülönböztetve a nagyrészt a fizikai környezet alakítására vonatkozó tervezést, irányítást azoktól a stratégiai, vagy operatív, nagyrészt társadalmi és gazdasági tervezési karakterű tevékenységektől, amelyeket a rendszerváltozás előtt az Országos Tervhivatalban, vagy a tanácsok tervosztályain erős politikai összefüggésrendszerrel "népgazdasági tervezés" címszó alatt folytattak, ide értve a hosszú- (30 éves), közép- (15 éves) és rövidtávú (5 éves), illetve éves tervezés tevékenységeit is.
A rendszerváltozást és az EU-csatlakozást követően, amikor a fejlesztés tervezése területi és települési szinten is ismét bekerült a közhatalmi szervezetek szokásosan gyakorolt tevékenységei közé, az urbanisztika az a legszélesebb értelemben használt gyűjtőfogalom, amely magában foglalja a területek (térségek) és települések, vagy azok csoportjainak fejlesztését, annak tervezését, illetve megalapozó kutatását, vagy korábbi, az európai szokásoknak jobban megfelelő szóhasználattal – a települések helyett – a városkutatás, várostervezés, városépítés, városigazgatás és városmarketing különféle tevékenységeit.
A magyar szóhasználat jórészt egybeesik az angol "urban development", vagy a német "Stadtentwicklung" , illetve "Städtebau" jelentéstartalmával, lényeges különbség azonban, hogy amíg az utóbbiak általában nem tartalmazzák a magyarul "vidékfejlesztés", vagy "falufejlesztés" fogalommal illetett tevékenységeket, a magyar szakmai-jogi szóhasználatban a "település" előtag rendszerint azt jelzi, hogy a magyar urbanisztika sajátjának tekinti a falvak, tanyák, vidéki térségek (egyes szakírók szóhasználata szerint "a társadalom területi megjelenési formáinak") fejlesztésének kérdéseit is.

## Ismeretanyaga
Az urbanisztika magába foglalja a társadalommal, gazdasággal, irányítással, geográfiával, városmarketinggel, településkultúrával, városépítéssel (mérnöki és építészeti ismeretekkel), viselkedéstudománnyal, kommunikációval, egészséggel, védelemmel és veszélyelhárítással, sőt egyre növekvő mértékben a környezetgazdálkodással foglalkozó tudásnak az adott területen hasznosítható részét. Gyökerei a földméréshez (pl. a birtokleírást tartalmazó Tihanyi alapítólevél), az építészethez (pl. az ókori birodalmak városai), a katasztrófavédelemhez (tűzvészek) ésközegészségügyhöz (járványok) és a filozófiához (pl. az utópista filozófusok munkái) nyúlnak vissza. Tevékenységi köre a városi élet sajátos változásával együtt folytonosan változik, gyarapodik.
Fő tevékenységi körei: az átfogó és részterületi, térségi és települési tervezés, a folyamatfigyelés és monitoring, a regionális és településpolitika, az elméleti- és konkrét adatfeltáró kutatás, az üzemeltetés.
A hálózatkutató szemével a városok tulajdonságai egyszerű matematikai törvények írják le, ezek pl. az egészség, a bűnözés mértéke, a gyaloglás lehetséges sebessége, és a város sok más szempontból vizsgált tulajdonsága levezethető egy egyszerű számból, a város népességéből. Ezekből Geoffrey West hálózatkutató szerint megállapítható, hogy a korlátlan növekedés nem lehetséges.

## Tevékenységei (részletesen)
A magyar gyakorlatban az urbanisztika jellemző résztevékenységeinek tekinthetők a következők (a teljesség igénye nélkül):
- Átfogó, koncepcionális tervezés, stratégiai tervezés
- Részterületi tervezés, akcióterületi tervezés
- Rendezési tervezés, a területhasználat, a terület-, vagy településszerkezet tervezése, kisebb, vagy nagyobb területekre építési szabályzatok készítése
- Városrész-rehabilitációs akciók tervezése, előkészítése és lebonyolítása
- Városmarketing tervek készítése
- Igényfeltáró és egyeztető városmenedzsment tevékenységek a különféle tervek előkészítésében és más területi döntés-előkészítő folyamatokban, különösen az érintett lakosok, vállalatok, önkormányzati, és más közhatalmi szervezetek, a nem kormányzati szervezetek, kommunális szolgáltatók tervezésbe és megvalósításba való részvételének biztosítása érdekében
- Városrész-rehabilitációs akciók tervezése, előkészítése és lebonyolítása
- Városmarketing tervek készítése
- Várostervezési kommunikáció (pl. rendezvényszervezés, honlapkészítés, kiadványszerkesztés)
- Városmenedzsment (a városfejlesztés tervezésének, megvalósításának irányítása, összvárosi, vagy településrészi, városnegyedi szinten)
- Környezeti tervek, programok készítése
- Közlekedéstervezés, átfogó, vagy részterületi, helyi, térségi, vagy országos, és nagytérségi szinten
- Kommunális hálózatok, infrastruktúratervezés települési, térségi, országos, vagy nemzetközi szinten
- Lakáspolitikai tervek, programok kidolgozása
- A területi, vagy helyi gazdaság fejlesztésének tervezése, a megvalósítás támogatása
- A térségi, vagy helyi örökséggel való gazdálkodás tervezése
- A közterületek, zöldfelületek rendszerének tervezése
- A térségi és helyi klíma, energia tervezése
- A települések, térségek, területek fejlődésének vizsgálata, elemzése
- Városfejlődési mutatók és statisztikák készítése
- Népességprognózisok, társadalmi tervek készítése
- Empirikus településszociológiai felmérések, kvalitatív, vagy kvantitatív módszerekkel
- Területi trendanalízisek készítése
- Településelmélet, története és fogalmi rendszere

A számos meglévő összefüggés ellenére általában nem része az urbanisztikának az objektumtervezés (épületek, nem városi léptékű épületegyüttesek, mérnöki létesítmények, műtárgyak, stb. műszaki tervezése).

## Műhelyei
Legfontosabb hazai műhelyei évtizedek óta az 1966-ban alapított Magyar Urbanisztikai Társaság (MUT), és 2008-tól annak nonprofit szakmai innovációs cége, a Magyar Urbanisztikai Tudásközpont (MUTK), valamint az 1957-ben alapított VÁTI szakmai utódaként létrejött Lechner Tudásközpont Területi, Építészeti és Informatikai Nonprofit Korlátolt Felelősségű Társaság. Sajátos műhelyeket jelentenek az olyan, úttörő tevékenységgel, alkalmazásfejlesztéssel foglalkozó városfejlesztő társaságok, amelyek az elméleti ismeretek gyakorlatba ültetésével a mindennapi munka során alkalmazható módszerek kipróbálásában, illetve terjesztésében töltenek be fontos szerepet, mint például a városrehabilitációban a Budapest-józsefvárosi RÉV8 Zrt., a ferencvárosi SEM IX. Zrt., vagy a városmarketingben a Fővárosi Önkormányzat hasonló szervezete, a Studio Metropolitana Nonprofit Kft. Tudományos hátteréből kiemelkedik az MTA Regionális Kutatások Központja, de ide sorolható a Magyar Tudományos Akadémia, illetve a magánszféra sok más kutatóhelye, illetve számos kísérleti alkalmazásokkal, innovációkkal a mindennapi életben próbálkozó várostervező cég is. Főként a térségi tervezésben és irányításban játszanak szerepet az EU-s támogatások felhasználásához létrehozott regionális fejlesztési ügynökségek. 2012-ben megalakult, és 2014 végén megszűnt az országos elemzésekkel, stratégiák készítésével foglalkozó kormányzati urbanisztikai szervezet, a Nemzetgazdasági Tervezési Hivatal (NTH). A legfontosabb nemzetközi urbanisztikai szervezet az európai hivatásos várostervezőket tömörítő ECTP-CEU (eredetileg European Council of and Town Planners, jelenleg European Council of Spatial Planners – Conseil européen des urbanistes), ahol a MUT képviseli a magyar urbanistákat.

## Oktatása
Oktatásának központja hagyományosan a BME-n zajló építészképzés keretében az 1928-ban alapított Városépítési Tanszék - ma Urbanisztika Tanszék - volt, mely szakirányú továbbképzései révén ma is az egyik meghatározó interdiszciplináris képzőhely. Mára azonban számos egyetemen is folyik az urbanisztika, illetve különféle részterületeinek a tanítása. Ezek közül átfogó urbanisztikai tudás átadására törekszik a településmérnök-képzés két helyszíne, a Budapesti Corvinus Egyetem Tájépítészeti Karának Településépítészeti Tanszéke, és a Pécsi Tudományegyetem Pollack Mihály Műszaki Karának Urbanisztika Tanszéke. Részterületi szakmai súlypontokkal képez például – a teljesség igénye nélkül – közgazdászokat a BME Társadalom- és Gazdaságtudományi Kara Szociológia és Kommunikáció Tanszékének terület- és városfejlesztési közgazdászképzése, geográfusokat az ELTE, a Pécsi és a Szegedi Tudományegyetem geográfusképzése, építészeket – posztgraduálisan – a BME Építészmérnöki Karának Urbanisztika Tanszéke. Az elmúlt évtizedben az urbanisztika egyre fontosabbá válásával párhuzamosan számos képzési helyen indult az urbanisztika különféle részterületeivel az oktatás különféle szintjein foglalkozó képzés, illetve továbbképzés, ezek összefogására alakult meg a MUT Felsőoktatási Tagozata 2010. elején.